# 탑동초등학교 (수원시)
탑동초등학교는 대한민국 경기도 수원시에 있는 공립 초등학교이다.

## 학교 연혁
- 1999. 01. 15 탑동초등학교 설립인가
- 1999. 08. 30 탑동초등학교 개교(16학급 편성)
- 1999. 09. 01 초대 박창렬 교장 취임
- 1999. 09. 15 병설유치원 개원(1학급)
- 2000. 02. 15 제1회 졸업장 수여식
- 2005. 03. 01 효탑초등학교 개교 분리(21학급)
- 2008. 01. 14 다목적실 준공
- 2008. 03. 19 천정형 냉,난방 시설 확충
- 2008. 08. 26 과학실 현대화 사업 추진(2개실)
- 2010. 09. 08 도서관 리모델링 준공
- 2011. 02. 15 제12회 졸업장 수여식
- 2011. 03. 01 제6대 김문식 교장 부임
- 2011. 09. 25 영어 전용실 리모델링 완공
- 2012. 02. 14 노후 컴퓨터 교체
- 2012. 02. 28 보건실 리모델링, 안전지킴이실 구축
- 2013. 03. 04 초등 37학급, 유치원 1학급 편성
- 2014. 09. 01 제7대 이정성 교장 취임
- 2015. 02. 16 제16회 졸업식
- 2015. 03. 01 35학급 유치원 1학급
- 2015. 03. 01 혁신공감학교 지정

## 참고 자료
- 탑동초등학교 - 한국교육학술정보원 학교알리미